# Daoqiao (köpinghuvudort i Kina, Hubei Sheng, lat 30,82, long 113,75)
Daoqiao (kinesiska: 道桥, 道桥镇) är en köpinghuvudort i Kina. Den ligger i provinsen Hubei, i den centrala delen av landet, omkring 57 kilometer nordväst om provinshuvudstaden Wuhan. Antalet invånare är 21 978. Befolkningen består av 10 504 kvinnor och 11 474 män. Barn under 15 år utgör 13,0 %, vuxna 15-64 år 75 %, och äldre över 65 år 11,0 %.
Runt Daoqiao är det tätbefolkat, med 683 invånare per kvadratkilometer. Närmaste större samhälle är Hanchuan, 18,8 km söder om Daoqiao. Trakten runt Daoqiao består till största delen av jordbruksmark.
Genomsnittlig årsnederbörd är 1 441 millimeter. Den regnigaste månaden är juli, med i genomsnitt 203 mm nederbörd, och den torraste är december, med 19 mm nederbörd.